# Malaury Martin
Malaury Martin (* 25. August 1988 in Nizza) ist ein französischer ehemaliger Fußballspieler.

## Karriere

### Verein
Martin kommt aus dem Nachwuchs des AS Monaco. Ab der Saison 2006/07 gehörte er zum Profikader. Sein erstes Spiel für die Rot-Weißen bestritt er jedoch bereits in der vorhergegangenen Spielzeit, noch als Amateur. In den zwei Jahren bei den Profis schaffte er noch nicht den endgültigen Durchbruch. Oft spielte er in der Reservemannschaft des Vereins, deren Kapitän er war. Für die Spielzeit 2008/09 wurde Martin an Olympique Nîmes verliehen. Beim Aufsteiger in die Ligue 2 sollte er Spielpraxis und weitere Erfahrung sammeln. Im August 2010 wechselte Martin zum Premier-League-Aufsteiger FC Blackpool, wo er einen Vertrag bis Ende Juni 2011 unterzeichnete.
Im Januar 2017 wechselte Martin zum schottischen Erstligisten Heart of Midlothian. Zwischenzeitlich spielte er auf Leihbasis bei Dunfermline Athletic.
Zur Saison 2019/20 wechselte Martin zum italienischen Viertligisten SSD Palermo. Nach dem Saisonabbruch aufgrund der COVID-19-Pandemie stieg der Verein in die Serie C auf und nannte sich zur Saison 2020/21 in FC Palermo um.

### Nationalmannschaft
Martin war Mitglied diverser französischer Auswahlmannschaften, zuletzt war er im Jahr 2008 für die U-21-Nationalmannschaft aktiv.